# Massimo Lattuca
Umberto Massimo Lattuca (Roma, 14 aprile 1959) è un ex calciatore italiano, di ruolo libero.

## Carriera
Cresciuto calcisticamente nelle giovanili della Roma, esordisce in Serie A il 13 maggio 1979 in occasione del pareggio esterno contro l'Ascoli, subentrando all'80' a Domenico Maggiora. Un incidente motociclistico gli preclude l'intera stagione successiva.
Nell'estate 1980 viene ceduto al Latina, proseguendo quindi la carriera in Serie C.

## Palmarès

### Club

#### Competizioni nazionali
- Serie C2: 1

Frosinone: 1986-1987